# CAD/CAM

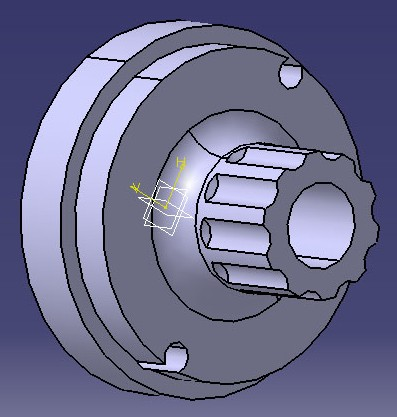
Parte de un CAD

 CAD/CAM, en idioma inglés, son las siglas de:
- Computer-Aided Design (CAD): diseño asistido por computadora (DAC).
- Computer-Aided Manufacturing (CAM): fabricación asistida por computadora (FAC).

SISTEMAS CAD/CAM.
Ambas siglas provienen de su denominación en inglés. Para diseñar usaremos el C.A.D. (Computer Aided Design), mientras que para la fabricación se emplea el C.A.M. (Computer Aided Manufacturing). 
El diseño y fabricación con ayuda del computador, comúnmente llamado CAD/CAM, es una tecnología que podría descomponerse en numerosas disciplinas pero que normalmente, abarca el diseño gráfico, el manejo de bases de datos para el diseño y la fabricación, control numérico de máquinas herramientas, robótica y visión computarizadas gio
Históricamente los CAD comenzaron como una ingeniería tecnológica computarizada, mientras los CAM eran una tecnología semiautomática para el control de máquinas de forma numérica. Pero estas dos disciplinas se han ido mezclando gradualmente hasta conseguir una tecnología suma de las dos, de tal forma que los sistemas CAD/CAM son considerados, hoy día, como una disciplina única identificable.

## Fabricación asistida por computadora (CAM)

### Usos
Algunas de las aplicaciones características de la CAM son las siguientes:
- Calendarización para control numérico, control numérico computarizado y robots industriales.
- Control de calidad e inspección; por ejemplo, máquinas de medición por coordenadas programadas en una estación de trabajo CAD/CAM.
- Datos para operaciones de trabajo de metales, por ejemplo, datos complicados para formado de láminas, y datos progresivos para estampado.
- Diseño de calzados.
- Diseño de datos y moldes para fundición, en los que por ejemplo, se reprograman tolerancias de contracción (pieza II).
- Diseño de herramientas y electrodos para electro-erosión.
- Diseño y fabricación de prótesis dentales.
- Distribución de planta.
- Planificación y calendarización de proceso.

### Beneficios
Algunos de los beneficios que se pueden conseguir con las técnicas CAM aceleran los resultados en los procesos de producción y son los siguientes:
- Maximización de gamas completas de equipos de producción, especialmente los de alta velocidad, máquinas de torneado, mecanizado de descarga eléctrica (EDM).
- Creación y puesta a punto de programas NC para la producción de mecanizado óptimo.
- Servicios de planificación de producción con datos y gestión de procesos que asegure el uso correcto de los datos.

### Formación
Actualmente, existen numerosas formaciones y cursos profesionales para ejecutar tareas, procesos y análisis de sistemas CAD/CAM. Los campos del diseño integrado, delineación digital de proyectos y mecanización de sistemas se gestionan principalmente mediante editores gráficos y sistemas de mecanizado como AutoCAD. Se imparten en instituciones académicas especializadas o en centros sanitarios para su uso en la estética moderna.